# Liste der Monuments historiques in Montvicq
Die Liste der Monuments historiques in Montvicq führt die Monuments historiques in der französischen Gemeinde Montvicq auf.

## Liste der Objekte
| Bezeichnung                      | Beschreibung | Standort                       | Kennzeichnung | Schutzstatus | Datum | Bild |
| -------------------------------- | ------------ | ------------------------------ | ------------- | ------------ | ----- | ---- |
| Skulptur eines heiligen Bischofs | Holz         | in der Kirche St-Priest (Lage) | PM03001577    | Inscrit      | 2006  |      |